# Djupa andetag
Djupa andetag, disco de Anni-Frid Lyngstad más conocida como Frida que alcanzó fama mundial por ser una de las componentes femeninas del grupo sueco ABBA. Se publicó en 1996 y solo se comercializó en Escandinavia.

## Lista de canciones
1. "Älska mig alltid"
2. "Ögonen"
3. "Även en blomma"
4. "Sovrum"
5. "Hon fick som hon ville"
6. "Alla mina bästa år" (Dueto con Marie Fredriksson)
7. "Lugna vatten"
8. "Ven kommer såra vem ikväll?"
9. "Sista valsen med dig"
10. "Kvinnor som springer"

- Datos: Q1756967